# Świat Nauki
Świat Nauki – miesięcznik popularnonaukowy ukazujący się od roku 1991 jako polska edycja Scientific American.
Artykuły umieszczane w Świecie Nauki poświęcone są najnowszym metodom badawczym, teoriom i odkryciom naukowym z dziedzin nauk przyrodniczych, ekonomii, medycyny, antropologii i informatyki, rzadziej także można znaleźć w miesięczniku informacje dotyczące innych dziedzin nauki. Obecnie najbardziej popularne tematy związane są z odkryciami w biotechnologii, astronomii, fizyce materii skondensowanej, kosmologii, neurobiologii i przemyśle informatycznym. Autorami artykułów często są naukowcy prowadzący badania w opisywanych dziedzinach.
Pierwszym wydawcą miesięcznika była firma Science Press. W latach 1993–2002 tytuł należał do wydawnictwa Prószyński i S-ka. Do końca 2005 roku wydawcą były Wydawnictwa Szkolne i Pedagogiczne. W grudniu 2005 roku licencję na wydawanie czasopisma wraz z witryną internetową oraz prawa do kwartalnika Umysł zostały przekazane spółce Prószyński Media, a od 2021 r. wydawanie pisma przejęła Spółka wydawnicza Polityka. Redaktorem naczelnym czasopisma wówczas była Elżbieta Wieteska. Od 2022 internetowe wydania „Świata Nauki” i „Wiedzy i Życia” zostały włączone do firmowanego przez Politykę wortalu popularnonaukowego Pulsar.

## Stałe działy
- Listy
- Sto lat temu
- Panorama
- Głos sceptyka (felietony pisane przez Michaela Shermera)
- Nauka z boku (felietony o nauce pisane przez dr hab. Pawła Łukowa, filozofa z Uniwersytetu Warszawskiego)
- Nauka w zaprzęgu
- Recenzje
- Warto wiedzieć